# Lisa Spoonauer
Lisa Spoonauer (Rahway, Nueva Jersey; 6 de diciembre de 1972-20 de mayo de 2017) fue una actriz estadounidense, reconocida por su papel como Caitlin Bree en la película Clerks, dirigida por Kevin Smith. Repitió este papel en la serie de televisión animada de 2002 Clerks: The Animated Series. 

## Carrera
Spoonauer nació en Rahway, Nueva Jersey y fue criada en el Municipio de Freehold. Asistió a la Secundaria Comunitaria de Brookdale, donde fue descubierta en una clase de actuación por el entonces novato director Kevin Smith, quien se encontraba buscando actores sin experiencia para su primera película, Clerks. Smith le ofreció participar en el filme interpretando el papel de Cailtlin. La película tuvo una gran acogida en el Festival de Cine de Sundance y recaudó más de tres millones de dólares a pesar de su limitada exposición en los cines de Norteamérica.
En 1998 actuó en la película Bartender del director Gabe Torres. En el año 2000 aportó su voz en la serie de televisión animada Clerks: The Animated Series, basada en la película del mismo nombre. A partir de entonces empezó a alejarse del mundo del entretenimiento para dedicarse a su familia. En 2016 retornó brevemente, realizando una aparición especial en el biopic Shooting Clerks.

## Plano personal
Estuvo casada con su compañero de casting Jeff Anderson entre 1998 y 1999. En el documental Snowball Effect: The Story of Clerks, incluido en el DVD del décimo aniversario de Clerks, se cuenta que Anderson le propuso matrimonio en el set de filmación de la película.

## Fallecimiento
Spoonauer murió a los 44 años el 20 de mayo de 2017, de una sobredosis accidental de un potente analgésico: hidromorfona. También se ha revelado que Lisa estaba luchando contra el cáncer, la anemia, las enfermedades pulmonares y la deficiencia inmunológica, que fueron todos factores en su muerte.
Sus compañeros de reparto enClerks, Brian O'Halloran y Marilyn Ghigliotti, compartieron la noticia en sus cuentas de Facebook el 23 de mayo de 2017. El director Kevin Smith rindió tributo a Spoonauer en su cuenta personal de Instagram y le dedicó unas palabras a la actriz en su podcast Hollywood Babble-On.

## Filmografía

### Cine
- Shooting Clerks (2016)
- Bartender (1997)
- Clerks (1994)

### Televisión
- Clerks: The Animated Series (2000-2002)